# Oued Taourira
Oued Taourira là một đô thị thuộc tỉnh Sidi Bel Abbès, Algérie. Dân số thời điểm năm 2002 là 839 người.